# تیت آرمسترانگ
تیت آرمسترانگ (انگلیسی: Tate Armstrong؛ زادهٔ ۵ اکتبر ۱۹۵۵) بازیکن بسکتبال اهل ایالات متحده آمریکا بود.
از باشگاه‌هایی که در آن بازی کرده‌است می‌توان به شیکاگو بولز و تیم بسکتبال دوک بلو دویلز اشاره کرد.
وی در مسابقات کشوری و بین‌المللی در مجموع برندهٔ ۱ مدال طلا شده‌است.